# 하시하마역
하시하마역(일본어: 波止浜駅 하시하마에키[*])은 일본 에히메현 이마바리시에 있는 시코쿠 여객철도 요산선의 역이다. 역 번호는 Y41이며, 1번 선이 상·하행 본선, 2번 선이 상·하행 부본선으로 되어 있는 교행 형태의 상대식 승강장 2면 2선의 구조를 지닌 지상역이다. 에히메현의 최동단 역이다.

## 역 주변
- 국도 제317호선
- 니시세토 자동차도 이마바리키타 나들목

## 역사
- 1924년 12월 1일 : 개업.
- 1987년 4월 1일 : 민영화에 의해, 시코쿠 여객철도로 이관.

## 인접 정차역
| 시코쿠 여객철도 요산선      | 시코쿠 여객철도 요산선 | 시코쿠 여객철도 요산선      |
| --------------------------- | ---------------------- | --------------------------- |
| Y 40 이마바리 다카마쓰 방면 | 요산 선                | 나미카타 Y 42 마쓰야마 방면 |